# Grouvellinus sumatrensis
Grouvellinus sumatrensis is een keversoort uit de familie beekkevers (Elmidae). De wetenschappelijke naam van de soort werd in 1984 gepubliceerd door Jäch.